# Vår Fader, som i himlen är
Vår Fader, som i himlen är är en gammal psalm i nio verser fanns med i Göteborgspsalmboken 1650 och 1695 års psalmbok. Högmarck (1736) och i en upplaga av 1695 års psalmbok från 1767, anges vara skriven av Martin Luther utan att översättaren till den svenska texten anges. Den tyska originaltiteln är Vater unser im Himmelreich och texten bygger på Matteusevangeliet 6:9-13 och Lukasevangeliet 11:3-4. 
I 1697 års koralbok anges att melodin också används till psalmerna På Gud, vår Fader, jag nu tror (nr 8), O du, vår Herre Jesu Krist (nr 159) och Gudh Fader uthi Himmelrijk (nr 296). Melodin används i Den svenska psalmboken (1986) till psalmerna 486 O Gud, du som de världar ser, 526 Att be till Gud han själv oss lär och 603 Du, Herre, i din hägnad tar.
Psalmen inleds 1695 med orden:
Fader wår som i Himlom äst
Wåra brister wetst tu aldrabäst

## Publicerad i
- 1572 års psalmbok med titeln FAdher wår som i himlom äst under rubriken "Fadher wår".[2]
- Göteborgspsalmboken under rubriken "Om HErrans Böön".[3]
- Den svenska psalmboken 1694 som nummer 10 under rubriken "Herrans Bön".[4]
- 1695 års psalmbok som nr 9 under rubriken "Catechismus författad i Sånger: HErrans Böön".